# Amber (311)
Amber è un singolo del gruppo musicale statunitense 311, pubblicato nel 2001 ed estratto dall'album From Chaos.

## Tracce
1. Amber – 3:32